# Fireball (singolo Pitbull)
Fireball è un singolo di Pitbull e vede la partecipazione John Ryan, pubblicato il 24 luglio 2014 come estratto dall'album in studio Globalization.

## Descrizione
Il brano è stato presentato dagli Highlights della settima edizione di Ciao Darwin.

## Video musicale
Il video, diretto da David Rousseau è stato pubblicato il 19 settembre 2014.

## Tracce
1. Fireball (feat. John Ryan) – 3:57